# Top of the World
Pour les articles homonymes, voir The Top of the World et Top of the World (chanson des Carpenters).
Pour plus de détails, voir Fiche technique et Distribution.
Top of the World est un film américain réalisé par Lewis R. Foster et sorti en 1955.

## Synopsis
Le film, partiellement documentaire et coproduit par l'US Air Force, se passe en Alaska. Le Major Lee Gannon, atteint par la limite d'âge pour piloter, est réaffecté contre son gré dans une station météo en Alaska. Le Major  Brad Cantrell lui explique à quel point la situation météorologique est importante, dans une région reculée proche du pôle Nord susceptible d'être exposée à une attaque aérienne soviétique.

## Fiche technique
- Réalisation : Lewis R. Foster
- Scénario : John D. Klorer, N. Richard Nash
- Production : Lewis R. Foster, Michael Baird
- Distribution : United Artists
- Photographie : William H. Clothier, Harry J. Wild, Paul Mantz
- Musique : Albert Glasser
- Montage : Robert Ford
- Durée : 91 minutes
- Date de sortie: 
  - États-Unis : mai 1955

## Distribution
- Dale Robertson : Maj. Lee Gannon
- Evelyn Keyes : Virgie Rayne
- Frank Lovejoy : Maj. Brad Cantrell
- Nancy Gates : Lt. Mary Ross
- Paul Fix : Maj. George French
- Robert Arthur : Lt. Skippy McGuire
- Peter Hansen : Capt. Cochrane
- Nick Dennis : Master Sgt. Cappi
- Russ Conway : Col. Nelson
- William Schallert : Capt. Harding
- Peter Bourne : Lt. "Johnny" Johnson